# Михайлівська сільська рада (Глибоцький район)
Миха́йлівська сільська́ ра́да — адміністративно-територіальна одиниця та орган місцевого самоврядування у Глибоцькому районі Чернівецької області. Адміністративний центр — село Михайлівка.

## Загальні відомості
- Населення ради: 1 404 особи (станом на 2001 рік)

## Населені пункти
Сільській раді підпорядковані населені пункти:
- с. Михайлівка
- с. Червона Діброва

## Склад ради
Рада складається з 16 депутатів та голови.
- Голова ради: Крохмаль Драгуш Іванович
- Секретар ради: Савчук Марія Семенівна

### Керівний склад попередніх скликань
| Прізвище, ім'я, по батькові | Основні відомості                                                             | Дата обрання | Дата звільнення |
| --------------------------- | ----------------------------------------------------------------------------- | ------------ | --------------- |
| Крохмаль Драгуш Іванович    | Сільський голова, 1952 року народження, освіта середня загальна, безпартійний | 26.03.2006   | 31.10.2010      |
| Крохмаль Драгуш Іванович    | Сільський голова, 1952 року народження, освіта середня загальна, безпартійний | 31.10.2010   |                 |

Примітка: таблиця складена за даними сайту Верховної Ради України

### Депутати
За результатами місцевих виборів 2010 року депутатами ради стали:

#### За суб'єктами висування
| Суб'єкт висування | Кількість обраних депутатів | %   |
| ----------------- | --------------------------- | --- |
| Самовисування     | 16                          | 100 |

#### За округами
| № округу | Прізвище, ім'я, по батькові     | Дата визнання обраним | Освіта  | Партійна приналежність | Відомості про обраного депутата                              |
| -------- | ------------------------------- | --------------------- | ------- | ---------------------- | ------------------------------------------------------------ |
| 1        | Білоус Володимир Іванович       | 01.11.2010            | середня | позапартійний          | приватне підприємство, менеджер по збуту                     |
| 2        | Рожок Валентина Михайлівна      | 01.11.2010            | середня | позапартійна           | Михайлівська сільська рада, касир-рахівник                   |
| 3        | Рожок Василь Михайлович         | 01.11.2010            | вища    | позапартійний          | Михайлівська сільська рада, головний бухгалтер               |
| 4        | Рожок Георгій Ілліч             | 01.11.2010            | середня | позапартійний          | Кам'янський ДСЛАПК, лісник                                   |
| 5        | Савчук Марія Семенівна          | 01.11.2010            | середня | позапартійна           | Михайлівська сільська рада, секретар                         |
| 6        | Григорович Микола Георгійович   | 01.11.2010            | середня | позапартійний          | приватний підприємець                                        |
| 7        | Юркевич Василь Георгійович      | 01.11.2010            | середня | позапартійний          | ТОВ «Михайлівське», водій                                    |
| 8        | Москалюк Валентин Дмитрович     | 01.11.2010            | середня | позапартійний          | Магазин № 1 с. Михайлівка, продавець                         |
| 9        | Крохмаль Іван Мірчович          | 01.11.2010            | середня | позапартійний          | Приватне підприємство «НВФ Капітал», менеджер з забезпечення |
| 10       | Костеняк Валерій Георгійович    | 01.11.2010            | середня | позапартійний          | приватний підприємець                                        |
| 11       | Гушул Михайло Миколайович       | 01.11.2010            | середня | позапартійний          | пенсіонер                                                    |
| 12       | Стрельчук Володимир Миколайович | 01.11.2010            | середня | позапартійний          | приватний підприємець                                        |
| 13       | Одайський Іван Георгійович      | 01.11.2010            | середня | позапартійний          | Райдорожній відділ Глибоцького району, різноробочий          |
| 14       | Руснак Іван Васильович          | 15.11.2010            | середня | позапартійний          | приватний підприємець                                        |
| 15       | Гушул Тодер Миколайович         | 01.11.2010            | середня | позапартійний          | «Теплокомуненерго» м. Чернівці, машиніст котлів              |
| 16       | Гушул Анатолій Прокопович       | 01.11.2010            | середня | позапартійний          | приватний підприємець                                        |